# 국제 청소년 물리 토너먼트
국제 청소년 물리 토너먼트 (International Young Physicists’ Tournament)는 세계 각국의 기초과학 연구 및 과학 교육 수준을 가늠하기 위해 열린 국제적인 청소년 물리 대회이다.

## 대회 소개 및 목적
국체 청소년 물리 토너먼트는 기존의 국제 물리 올림피아드와 같은 문제 풀이 형식의 대회가 아닌 매년 17개의 문제가 주어지고 이를 연구한 뒤 영어로 토론하는 새로운 유형의 청소년 물리 토론대회이다. 1979년 소련의 모스크바 대학 물리학과에서 국내대회로 처음 시작한 이 대회는 1988년 국제 토너먼트 대회로 전환되었고, 매년 30여 개 이상의 국가에서 참가하는 세계 최대 규모의 청소년 물리 경연대회로 자리잡고 있다.

## 대회 진행 방법

### 문제 공개
매년 국제 조직 위원회는 그 해의 대회가 끝난 직후 다음 연도의 대회를 위해 새로운 17개의 문제를 공개한다. 대부분의 문제들은 기존의 물리 올림피아드와 달리 교과서적 정답이 없는 열린 문제들(open-ended problems)이다. 따라서 이러한 문제들을 연구하기 위해서는 다른 여타의 대회보다 훨씬 더 오랜 기간의 준비가 필요하며 이를 바탕으로 상대팀과 다양한 관점에서 토론을 할 수 있다. 실제 대회의 경기에서의 토론에서는 17개의 문제들을 탐구한 결과를 바탕으로 물리학적 가치와 이론과 실험의 타당성과 관련된 측면이 부각되어야 한다.
2011년과 2012년 국제 청소년 물리 토너먼트의 탐구문제는 각각 다음과 같다.
2011년 제24회 국제 청소년 물리 토너먼트: Adhesive Tape (달라붙는 테이프), Air Drying (공기 건조), Bouncing Flame (흔들리는 불꽃),
Breaking Spaghetti (부러지는 스파게티), Car (자동차), Convection (대류), Cup Drum (컵 드럼), Domino Amplifier (도미노 증폭기), Escaping Powder (탈출하는 파우더),
Faraday Heaping (패러데이 히핑),Fingerprints (지문), Levitating Spinner (부양하는 팽이), Light Bulb (전구), Moving Cylinder (구르는 실린더),
Slow Descent (느린 낙하), Smoke Stream(연기의 흐름), Vikings (바이킹)
2012년 제 25회 국제청소년 물리 토너먼트: Gaussian Cannon (가우스 캐논), Cutting the Air (공기를 가르다), String of Beads (구슬 꿰인 실), Fluid Bridge (유체 다리),
Bright Waves(밝은 파동), Woodpecker Toy(딱따구리 인형), Drawing Pins(끌어당기는 핀), Bubbles(기포), Magnet and Coin(자석과 동전),
Rocking Bottle (흔들리는 물병), Flat Flow (평행한 흐름), Lanterns (연등), Misty Glass (흐릿한 유리), Granular Splash (첨벙대는 알갱이),
Frustrating Golf Ball (혼란스러운 골프 공), Rising Bubble(상승하는 기포), Ball in Foam(거품 안의 공)

### 경기의 구성
경기는 3~4개의 팀이 하나의 단위를 이루어 물리토론경기 (Physics Fight 이하 PF)에 참여한다. 국제대회에서의 예선은 5번으로 이루어져 있으며 각각의 PF는 3~4개의 단계 (Stage)로 이루어져 있다. 한 번의 물리토론경기에서 모든 팀은 각각 한 번씩 발표, 반론, 평론을 할 기회를 갖게 된다.

### 경기에서의 역할
1. 발표자(Reporter): 주어진 문제에서 자신의 연구한 결과의 주된 요점을 상대팀과 심사위원 및 청중들에게 설명해야 한다. 한 문제를 발표하는 시간은 12분으로 한정되어 있고, 주어진 시간 동안 자신이 했던 연구 결과의 물리학적 타당성과 가치를 놓고 반론자와 토론해야 하며, 2분 간의 마지막 논평(Final Remark) 시간 동안 토론에 대한 자신의 입장을 밝히고 발표자에게 주어진 방어의 마지막 시간으로 활용할 수 있다.
2. 반론자(Opponent): 각각의 단계(stage)에서 발표 팀에게 문제를 지정할 수 있으며, 이를 도전(Challenge)이라고 부른다. 발표자의 연구 발표가 끝나면 반론자는 발표자의 연구의 장점과 단점을 분석하고, 물리적인 개념을 바탕으로 연구의 정확성과 오류, 타당성을 지적해야 한다. 단, 토론에서 반론자는 자신의 풀이를 제시할 수 없다.
3. 평론자(Reviewer): 평론자는 발표자와 반론자의 토론이 끝난 직후 4분 동안 두 팀의 장점과 단점을 분석하며 간략한 평가 및 제언을 제시한다. 마찬가지로 평론자는 자신의 풀이를 제시할 수 없다.
4. 관찰자(Observer): 관찰자는 경기가 진행되는 동안 조용히 경기를 관람한다.

### 경기 규칙
예선전의 한 PF에서는 한 사람이 최대 두 번까지 단상에 설 수 있고, 전체 예선 경기에서 한 사람은 최대 세 번까지 발표할 수 있다. 한 PF 내에서 3~4개의 팀들이 발표하는 문제들은 모두 달라야 하므로 미리 다른 팀이 발표했던 문제는 그 다음 단계에서 지정하거나 수락할 수 없다. 또한 모든 물리토론경기의 평가는 토론을 관람하는 심사위원들의 점수에 의하여 결정된다. 심사위원들은 발표, 반론, 평론을 듣고 남은 시간 동안 문제에 대하여 질의한 뒤 각각 최저 1점부터 최고 10점까지의 점수를 줄 수 있으며, 심사위원 점수 중 최고점과 최저점을 합산한 뒤 나머지 점수와 평균을 내어 점수를 계산한다. 한 PF 내에서 발표, 반론, 평론의 가중치는 각각 3:2:1이며 이를 전부 합산했을 때 PF에서 가장 높은 점수를 받은 팀에게 경기 승리(Fight Win: FW)가 돌아간다.

### 결승전
예선전에서 다섯 번의 PF를 거치는 동안 가장 점수 총합이 높은 상위 세 개의 팀은 결승전에 진출하다. 결승전은 마찬가지로 물리토론경기로 진행되며 예선전에서와 다른 두 가지 규칙은 다음과 같다.
1. 모든 팀들은 각자 자신이 발표하고 싶은 문제를 고를 수 있으므로 반론 팀은 문제를 미리 지정할 수 없다.
2. 한 팀에서 한 사람이 최대 한 번까지만 단상에 설 수 있다.

## 대회의 특징
국제 청소년 물리토너먼트의 가장 큰 특징은 여타의 경시대회와는 달리 단시간에 주어진 문제를 해결하는 시험이 아니라 오랜 기간에 걸쳐서 연구한 결과를 발표하는 탐구 중심의 대회라는 점이며, 실제 현상을 바탕으로 일어나는 문제를 풀기 위해서 물리학 연구에서 실질적으로 중요시되는 문제 해결 능력을 기를 수 있는 대회라는 점이다. 또한, 대회 전체가 영어로 진행되기 때문에 전 세계에서 모인 세계 각국의 학생들이 물리학적 타당성과 가치를 놓고 자유롭게 토론할 수 있으며 국제적인 감각을 키울 수 있다는 점도 큰 장점으로 꼽힌다. 뿐만 아니라 물리학이라는 한 분야에 국한되지 않고 화학, 생물학, 수학, 천문학 등 다양한 분야에서 수준 높은 이해와 폭넓은 배경 지식을 필요로 하므로 과학에 대한 열린 태도를 기를 수 있다. 대회는 다섯 명이 한 팀으로 구성되며 참가할 수 있으며 개인의 실력 경연이 아닌 팀 단위의 경기로 진행되므로 팀원들 사이의 의사 소통, 협동심이 중요시되는 대회이다.

## 대한민국 대표팀의 성과
한국에서는 국제 청소년 물리 토너먼트에 참가할 대한민국 대표팀을 선발하기 위해 국내 예선 격인 한국 청소년 물리 토너먼트 (Korean Young Physicists’ Tournament)를 개최하고 있다. 한국 청소년 물리 토너먼트에 참가한 팀들은 국제 대회와 같은 규칙으로 서로의 실력을 겨루며 결승전에 진출한 네 팀은 국제 대회 국가 대표 선발 과정에 지원할 수 있는 자격 요건을 얻게 된다.
한국 대표팀은 우크라이나에서 2002년에 열린 제 15회 국제 청소년 물리 토너먼트에 처음으로 참여한 이후 매년 세계 각국에서 열린 대회에 참여하여 뛰어난 기량을 발휘하고 있다. 특히 2007년에는 대한민국 성남시에서 제 20회 국제 대회를 개최했을 정도로 위상이 높아졌다. 현재까지 대한민국 국제 청소년 물리 토너먼트 대표팀은 스웨덴에서 열린 16회 대회에서 처음으로 공동 우승을 한 이후, 중국과 이란에서 열린 22회, 24회 대회에서는 단독 우승의 성과를 이루어 냈다.

## 참고 문헌
- https://web.archive.org/web/20120415175433/http://www.iypt.org/Home
- http://archive.iypt.org/
- https://web.archive.org/web/20130522024036/http://kypt.or.kr/